# Романь, Константин Кириллович
Константин Кириллович Романь (11 октября 1939, Атюша, Черниговская область — 9 мая 2014, Бахмач, Черниговская область) — советский колхозный деятель, дояр. Герой Социалистического Труда (1976).

## Биография
Родился 11 октября 1938 года в селе Атюша (Черниговская область) в рабочей семье. Украинец. В 1948 году начал учиться в Пустогребельской начальной школе, в 1952 году, после окончания четырёх классов, начал работать на животноводческой ферме при колхозе «Правда». С 1958 года работал дояром молочно-товарной фермы в Бахмачском свеклосовхозе. 
24 декабря 1976 года «за выдающиеся успехи, достигнутые во Всесоюзном социалистическом соревновании, и проявленную трудовую доблесть в выполнении планов и социалистических обязательств по  увеличению производства и  продажи государству сельскохозяйственных в 1976 году» Константин Кириллович Романь был удостоен звания Героя Социалистического Труд.
После присвоения звания продолжал работать на том же месте дояром. Проживал в Бахмаче (Черниговская область). Скончался 9 мая 2014 года.

## Награды
- Медаль «Серп и Молот» (24 декабря 1976 — № 18634);
- трижды орден Ленина (22 марта 1966, 6 сентября 1973 и 24 декабря 1976 — № 426007);
- Медали ВДНХ: золотая, серебряная и 2 бронзовых;
- прочие медали.